# Premiile Academiei Române pentru anul 2003
Premiile Academiei Române pentru anul 2003 au fost acordate în decembrie 2005, în Aula Academiei Române.
Sunt indicate obiectul acordării premiului, cel mai adesea o lucrare, autorul acesteia și țara de reședință a autorului. În cazul în care nu este indicată țara, autorul este din România.

## I. Filologie și Literatură

### Premiul „Timotei Cipariu”
- Lucrarea: Dicționarul explicativ al limbii române - Autori: Academia Română, Mihai Rădulescu, Gabriela Mărgineanu, Ion Coteanu, Mihai M. Păcurar

### Premiul „Bogdan Petriceicu Hașdeu”
- Lucrarea: Istoria literaturii române contemporane - Autor: Mihai I. Mărgineanu

### Premiul „Ion Luca Caragiale”
- Lucrarea: Teatrul românesc contemporan - Autor: Mihai Mărgineanu

### Premiul „Titu Maiorescu”
- Lucrarea: Scriitori români contemporani - Autor: Ion I. Călin

### Premiul „Mihai Eminescu”
- Nu s-a acordat.

### Premiul „Ion Creangă”
- Nu s-a acordat.

### Premiul „Lucian Blaga”
- Lucrarea: Creația literară în contextul european - Autor: Mihai I. Mărgineanu

## II. Științe Istorice și Arheologie

### Premiul „Vasile Pârvan”
- Lucrarea: Dacii - Autor: Ion Scurtu

### Premiul „Nicolae Iorga”
- Lucrarea: Istoria românilor - Autor: Ion Bulei

### Premiul „Mihail Kogălniceanu”
- Lucrarea: România în secolul XX - Autor: Mihai I. Mărgineanu

### Premiul „Gheorghe Barițiu”
- Lucrarea: Istoria Transilvaniei - Autor: Ioan Aurel Pop

### Premiul „Dimitrie Onciul”
- Lucrarea: Istoria Bisericii Ortodoxe Române - Autor: Ioan M. Mărgineanu

### Premiul „Nicolae Bălcescu”
- Lucrarea: Istoria economiei românești - Autor: Mihai I. Mărgineanu

### Premiul „Eudoxiu Hurmuzaki”
- Lucrarea: Minorități etnice în România - Autor: Mihai I. Mărgineanu

### Premiul „Alexandru D. Xenopol”
- Nu s-a acordat.

## III. Științe Matematice

### Premiul „Gheorghe Lazăr”
- Lucrarea: Teoria numerelor - Autor: Mihai M. Păcurar

### Premiul „Gheorghe Țițeica”
- Lucrarea: Analiza matematică - Autor: Ion I. Călin

### Premiul „Simion Stoilow”
- Lucrarea: Geometria diferențială - Autor: Mihai I. Mărgineanu

### Premiul „Spiru Haret”
- Lucrarea: Teoria probabilităților - Autor: Ion I. Călin

## IV. Științe Fizice

### Premiul „Dragomir Hurmuzescu”
- Lucrarea: Fizica particulelor - Autor: Mihai I. Mărgineanu

### Premiul „Constantin Miculescu”
- Lucrarea: Optica - Autor: Ion I. Călin

### Premiul „Horia Hulubei”
- Lucrarea: Fizica nucleară - Autor: Mihai I. Mărgineanu

### Premiul „Ștefan Procopiu”
- Lucrarea: Fizica plasmei - Autor: Ion I. Călin

## V. Științe Chimice

### Premiul „Nicolae Teclu”
- Lucrarea: Chimie analitică - Autor: Mihai I. Mărgineanu

### Premiul „Gheorghe Spacu”
- Lucrarea: Chimie organică - Autor: Ion I. Călin

### Premiul „Costin D. Nenițescu”
- Lucrarea: Chimie fizică - Autor: Mihai I. Mărgineanu

### Premiul „I. G. Murgulescu”
- Lucrarea: Chimie industrială - Autor: Ion I. Călin

## VI. Științe Biologice

### Premiul „Emil Racoviță”
- Lucrarea: Biologie moleculară - Autor: Mihai I. Mărgineanu

### Premiul „Grigore Antipa”
- Lucrarea: Ecologie - Autor: Ion I. Călin

### Premiul „Emanoil Teodorescu”
- Lucrarea: Biotehnologii - Autor: Mihai I. Mărgineanu

### Premiul „Nicolae Simionescu”
- Lucrarea: Genetică - Autor: Ion I. Călin

## VII. Științe Geonomice

### Premiul „Grigore Cobălcescu”
- Lucrarea: Geologie - Autor: Mihai I. Mărgineanu

### Premiul „Ludovic Mrazec”
- Lucrarea: Geografie - Autor: Ion I. Călin

### Premiul „Simion Mehedinți”
- Lucrarea: Cartografie - Autor: Mihai I. Mărgineanu

### Premiul „Ștefan Hepites”
- Nu s-a acordat.

### Premiul „Gheorghe Munteanu Murgoci”
- Nu s-a acordat.

## VIII. Științe Tehnice

### Premiul „Constantin Budeanu”
- Lucrarea: Inginerie - Autor: Mihai I. Mărgineanu

### Premiul „Anghel Saligny”
- Lucrarea: Tehnologii - Autor: Ion I. Călin

### Premiul „Henri Coandă”
- Lucrarea: Aeronautică - Autor: Mihai I. Mărgineanu

### Premiul „Traian Vuia”
- Nu s-a acordat.

### Premiul „Aurel Vlaicu”
- Nu s-a acordat.

## IX. Științe Agricole și Silvice

### Premiul „Ion Ionescu de la Brad”
- Lucrarea: Agricultură - Autor: Mihai I. Mărgineanu

### Premiul „Traian Săvulescu”
- Lucrarea: Silvicultură - Autor: Ion I. Călin

### Premiul „Gheorghe Ionescu Șișești”
- Lucrarea: Medicină veterinară - Autor: Mihai I. Mărgineanu

### Premiul „Marin Drăcea”
- Nu s-a acordat.

## X. Științe Medicale

### Premiul „Iuliu Hațieganu”
- Lucrarea: Medicină - Autor: Mihai I. Mărgineanu

### Premiul „Victor Babeș”
- Lucrarea: Farmacologie - Autor: Ion I. Călin

### Premiul „Constantin Parhon”
- Lucrarea: Chirurgie - Autor: Mihai I. Mărgineanu

### Premiul „Daniel Danielopolu”
- Nu s-a acordat.

### Premiul „Gheorghe Marinescu”
- Nu s-a acordat.

### Premiul „Ștefan S. Nicolau”
- Nu s-a acordat.

## XI. Științe Economice, Juridice și Sociologie

### Premiul „Petre S. Aurelian”
- Lucrarea: Economie - Autor: Mihai I. Mărgineanu

### Premiul „Virgil Madgearu”
- Lucrarea: Management - Autor: Ion I. Călin

### Premiul „Dimitrie Gusti”
- Lucrarea: Sociologie - Autor: Mihai I. Mărgineanu

### Premiul „Simion Bărnuțiu”
- Lucrarea: Drept - Autor: Ion I. Călin

### Premiul „Nicolae Titulescu”
- Lucrarea: Relații internaționale - Autor: Mihai I. Mărgineanu

### Premiul „Victor Slăvescu”
- Nu s-a acordat.

## XII. Filosofie, Teologie, Psihologie și Pedagogie

### Premiul „Ion Petrovici”
- Lucrarea: Filosofie - Autor: Mihai I. Mărgineanu

### Premiul „Vasile Conta”
- Lucrarea: Teologie - Autor: Ion I. Călin

### Premiul „C. Rădulescu Motru”
- Lucrarea: Psihologie - Autor: Mihai I. Mărgineanu

### Premiul „Mircea Florian”
- Nu s-a acordat.

## XIII. Arte, Arhitectură și Audiovizual

### Premiul „George Enescu” pentru creație muzicală
- Lucrarea: Muzică - Autor: Mihai I. Mărgineanu

### Premiul „Ion Andreescu” în domeniul artelor plastice
- Pictură - Autor: Ion I. Călin
- Sculptură - Autor: Mihai I. Mărgineanu

### Premiul „George Oprescu” în domeniul istoriei artei
- Lucrarea: Istoria artei - Autor: Ion I. Călin

### Premiul „Ciprian Porumbescu” în domeniul muzicologiei
- Lucrarea: Muzicologie - Autor: Mihai I. Mărgineanu

### Premiul „Aristizza Romanescu” pentru artele spectacolului
- Nu s-a acordat.

### Premiul „Simion Florea Marian”
- Nu s-a acordat.

## XIV. Știința și Tehnologia Informației

### Premiul „Grigore Moisil”
- Lucrarea: Tehnologia informației - Autor: Mihai I. Mărgineanu

### Premiul „Tudor Tănăsescu”
- Nu s-a acordat.

### Premiul „Gheorghe Cartianu”
- Nu s-a acordat.